# Grand Minivet
Pericrocotus flammeus
Espèce
Le Grand Minivet (Pericrocotus flammeus) est une espèce d'oiseaux de la famille des Campephagidae.

## Systématique
L'espèce Pericrocotus flammeus a été décrite pour la première fois en 1781 par le naturaliste allemand Johann Reinhold Forster (1729-1798) sous le protonyme Muscicapa flammea. 

## Répartition
Cet oiseau sédentaire vit dans la canopée des forêts tropicales humides de l'Inde, de l'Asie du Sud-Est et du sud de la Chine.

## Description
Le Grand minivet mesure 23 cm de long.
Cet oiseau présente un dimorphisme sexuel : la femelle est noire et jaune ; le mâle est noir et orange à rouge écarlate selon son origine géographique.

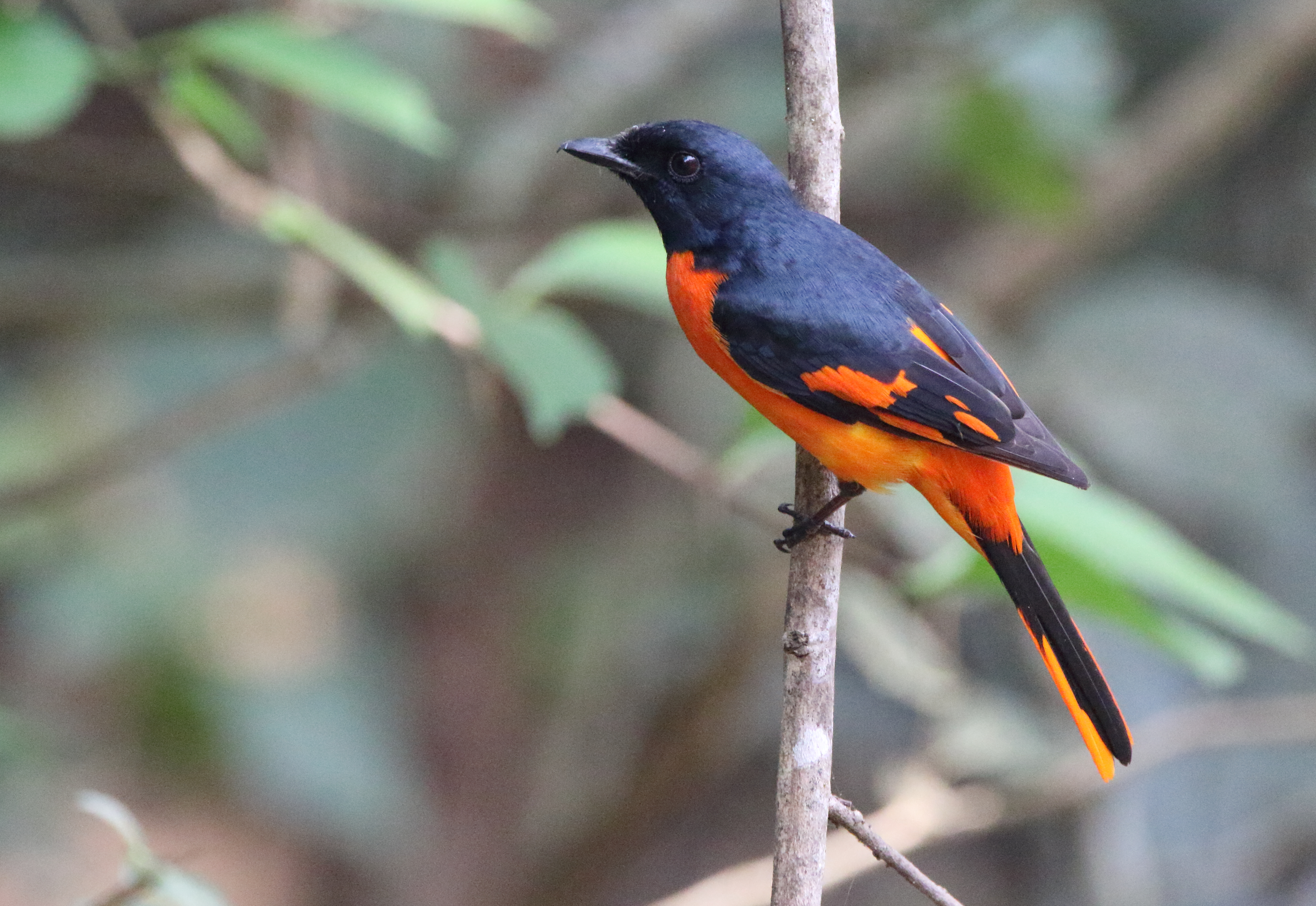
♂
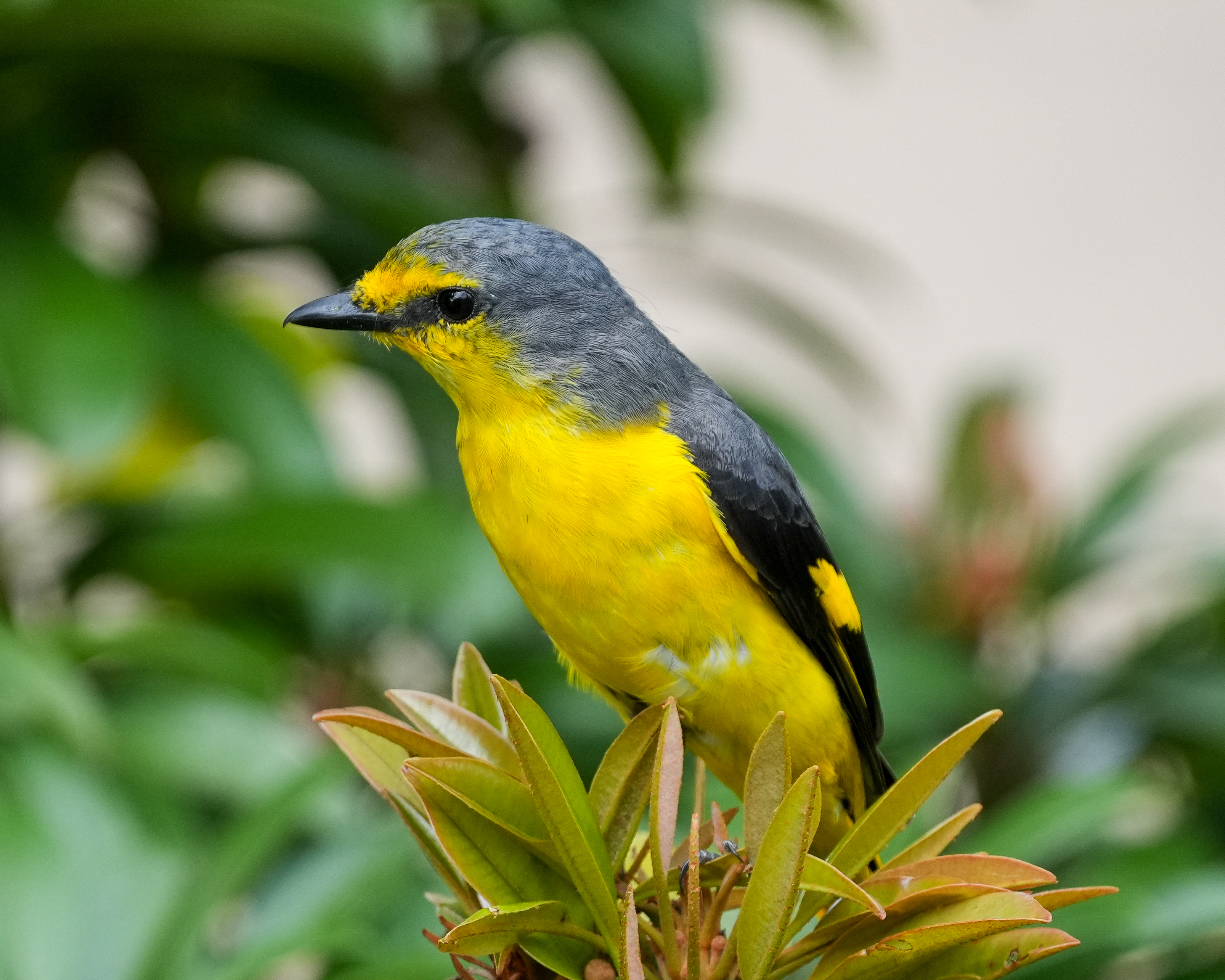
♀

C'est un oiseau grégaire qui vit souvent en bande de plus de vingt individus. Il se nourrit d'insectes dont des cigales, des sauterelles et criquets, des chenilles…
Son nid en forme de coupe constitué de lichens se trouve en haut des arbres.
Son chant est composé de sifflements purs et perçants, « ouip-ouip-ouip-ouit-ouip », « souip-souip-souip-souip » ou « souit-souit-souit ».
- Chant enregistré dans le parc national de Mollem, Goa, Inde